# Beteendeobservation
Beteendeobservation, eller direkt observation, innebär vetenskapliga metoder för observation för att samla in data i undersökningar inom psykologi, sociologi och antropologi. Metoderna går ut på att observera ett beteende direkt, till skillnad från att exempelvis fråga efter det i enkäter. 

## Typer av observation
Olika typer av direkt observation skiljer sig i främst tre avseenden: graden av formalitet i datainsamlandet, graden av observatörens deltagande, och i vilken miljö observationen genomförs. 
Formell datainsamling innebär hög struktur. Observatören registrerar bara de aspekter av beteenden som i förhand utsetts som relevanta för studien, annan information ignoreras. På så sätt får man hög reliabilitet och validitet, men kan i stället riskera att missa relevant information. Informell datainsamling innebär större flexibilitet i hur man samlar in data. Man tar anteckningar om det man tycker är intressant. Man riskerar då att få en observer bias, eller konfirmeringsbias, som innebär en tendens hos observatören att förnimma och registrera beteenden som bekräftar hypotesen.
Tre vanliga former av beteendeobservation är naturalistisk observation, deltagande observation och strukturerad observation.

### Naturalistisk observation
Naturalistisk observation utmärks av att beteendet observeras i sin naturliga miljö utan att man på något sätt försöker kontrollera situationen. Den ekologiska validiteten är därför hög. Då tanken är att utforska beteendet som det ser ut naturligt, så vill man undvika observer influence, det vill säga att de observerades beteende tenderar att påverkas av observatörens närvaro. Detta försöker man kontrollera till exempel genom att de observerade blir så vana vid observatörens närvaro att de inte längre tänker på henne. Observatören försöker att inte utmärka sig, inte heller genom att vara alltför passiv.
Vid naturalistisk observation används både formell och informell datainsamling.

### Deltagande observation
Deltagande observation är då observatören ingår i den grupp som ska observeras. Denna metod är främst kvalitativ, och associeras med antropologi och Chicagoskolan inom sociologi. Observationen utförs i gruppens naturliga miljö, och datainsamlingsmetoden är informell. Observatörens subjektiva erfarenheter är här den information man får fram — observatören kan sägas vara själva mätinstrumentet. Analysen av data pågår under själva observationsprocessen. Vad gäller den deltagande rollen finns det olika nivåer. I ”complete participant”-rollen avslöjar observatören inte för de deltagande att hon är där som forskare, utan går helt in i gruppen. Det finns svåra etiska problem med denna metod, att lura sina forskningsobjekt anses i allmänhet inte försvarbart. Fördelen som har hävdats är att vissa grupper, till exempel kriminella, inte skulle acceptera en utomstående observatör, samt att observer influence-effekten blir låg. De etiska problem överväger dock, och denna metod används idag sällan. I stället används rollen som ”participant as observer”. Här är man tydlig och öppen med att man är där som observatör, men försöker samtidigt ingå i gruppen och delta i dess aktiviteter.

### Strukturerad observation
Strukturerad observation innebär observation i en kontrollerad miljö, ett laboratorium. Data samlas in på ett formellt, standardiserat sätt och analyseras kvantitativt. Ett exempel på en sådan metod är Strange Situation, som används för att studera ett barns anknytning till en förälder. En kodningsmall utvecklas för observationen, och observatörer tränas i denna så att interbedömarreliabiliteten kan säkerställas. Fördelen med denna metod är att man har kontroll över situationen, och kan välja vilka beteenden man vill undersöka. Ett problem med strukturerad observation är hur väl beteendena i den artificiella situationen kan generaliseras till vardagssituationer. Alla beteenden är inte heller möjliga att observera in i en laboratoriemiljö.

### Val av observationsmetod
Vilken observationsmetod man ska använda beror på vilken typ av frågeställning man har. Vill man generera hypoteser så kan det var lämpligt med deltagande observation eller naturalistisk observation med informell datainsamling. Vill man testa en hypotes är det bättre med strukturerad observation om det är möjligt att genomföra. Något annat som kan spela in är om man vill gå in på djupet i sin frågeställning, eller om man vill undersöka den stora massan.